# Carta di Kulin il Bano
La Carta di Kulin il Bano (in serbo-croato Povelja Kulina bana e Повеља Кулина бана) fu un accordo commerciale stipulato il 29 agosto 1189 tra il Banato di Bosnia e la Repubblica di Ragusa nel quale Kulin di Bosnia garantiva libertà di movimento ai mercanti ragusei in territorio bosniaco.
Questo trattato, redatto sia in latino sia nella locale lingua slava, costituisce la prima testimonianza scritta di una varietà proto-stocava, nonché uno dei più antichi documenti di Stato della regione balcanica.

## Contesto storico
Dopo aver ottenuto pochi anni prima l'indipendenza del Banato di Bosnia dall'Impero bizantino, Kulin aveva intrapreso una serie di iniziative politiche volte a migliorare il sistema economico dei suoi domini e a garantirne l'autosufficienza, ritenuta dal bano un prerequisito essenziale per evitare alla Bosnia di cadere nuovamente sotto il controllo di uno dei potenti paesi vicini. È nell'ambito di queste iniziative politiche che rientra anche la firma del trattato con la Repubblica di Ragusa, con il quale Kulin intendeva rendere la Bosnia un precorso preferenziale lungo le rotte commerciali balcaniche grazie al più facile accesso ai mercati ragusei.
A seguito del trattato, la Bosnia vide un rapido sviluppo delle proprie infrastrutture viarie e un notevole aumento del livello di urbanizzazione: Visoko e Fojnica divennero importanti centri commerciali e i mercanti ragusei stabilirono presso l'attuale Nišići, poco lontano dalla capitale bosniaca, un proprio emporio fortificato che divenne noto come "Piccola Ragusa" (Mali Dubrovnik in bosniaco).

## Testo
Il trattato è redatto in duplice versione: una prima in lingua latina e una seconda in lingua slava. La prima è scritta in minuscola carolina e presenta numerose abbreviazioni scribali tipiche del latino medievale. La seconda è scritta in bosančica (una variante bosniaca oggi estinta dell'alfabeto cirillico con influenze glagolitiche), del quale rappresenta una delle più antiche testimonianze. Entrambe le versioni riportano il medesimo messaggio, sebbene non siano un'esatta traduzione l'una dell'altra.
Nel testo, dopo un'invocazione formulare alla Trinità, il bano Kulin si rivolge in prima persona al conte Gervasio (comes Gervasius in latino, knez Krvaš in slavo) e al popolo raguseo, giurando loro eterna amicizia e promettendo libero accesso a tutti i suoi territori, l'esenzione da qualsiasi dazio commerciale e il diritto di ricevere assistenza in caso di necessità. La versione slava presenta inoltre una chiosa assente in quella latina, nella quale sono riportati il nome del redattore del trattato (Radoe, corrispondente al moderno serbo-croato Radoje) e la data di stesura dello stesso.

### Versione latina
| Testo originale latino | Trascrizione | Traduzione |
| --- | --- | --- |
| ☩ In noĩe pat̃s ⁊ filii ⁊ sp̃s sc̃i am̃. Ego banꝰ culinꝰ bosene juro comiti Geruasio ⁊ oĩbꝰ raguseis rectũ amicũ fore p̱petuo ⁊ rec tã uobiscũ pacem manutenë ⁊ amicitiã uerã. ⁊ õs raguseos p̱ totã t̃rã nr̃ã ãbulãtes, mercantes, seu habitãtes † trãseuntes recta fide ⁊ cõscientia uera recipere absq' ulla datione. nisi qͥs suã p̱ volũtatẽ mͥ donũ dare uoluerit. ⁊ aput nos dũ fuerĩt manutenere ⁊ cõsiliũ eis p̈bere ut nr̃e p̱sone ad nr̃m posse absq' fraude ⁊ malo ĩgenjo sic me ds̃ adiuuet ⁊ hec sc̃a. iiijor euã gelia. | In nomine Patris et Filii et Spiritus Sancti amen. Ego banus Culinus Bosenae iuro comiti Gervasio et omnibus Raguseis rectum amicum fore perpetuo et rectam vobiscum pacem manu tenere et amicitiam veram. Et omnes Raguseos per totam terram nostram ambulantes mercantes seu habitantes vel transeuntes recta fide et conscientia vera recipere absque ulla datione, nisi quis suam per voluntatem mihi donum dare voulerit. Et aput nos dum fuerint manutenere et consilium eis prebere ut nostrae personae ad nostrum posse absque fraude et malo ingenio. Sic me deus adiuvet et haec sancta quattuor evangelia. | Nel nome del Padre e del Figlio e dello Spirito Santo amen. Io, bano Kulin di Bosnia, giuro al conte Gervasio e a tutti i ragusei di essere un buon amico per sempre e di mantenere con voi una giusta pace e una vera amicizia. E (giuro) di accogliere tutti i viaggiatori e i mercanti ragusei che siano residenti o di passaggio in tutte le nostre terre con piena fiducia e vera benevolenza senza alcun tributo, se non di chi ce ne voglia fare dono di propria volontà. E (giuro), mentre si trovino presso di noi, di proteggerli e di offrire loro aiuto per quanto possibile come (lo offriremmo) a noi stessi, senza inganno e cattive intenzioni. Così mi aiuti Dio e questi santi quattro vangeli. |

### Versione slava
| Testo originale slavo | Traslitterazione | Traduzione |
| --- | --- | --- |
| ☩ ꙋимеѡцаисн꙯аист꙯огадх꙯а·ѣбаньбⷪ сьньски:кꙋлиньприсеꙁаютебѣ:к нежекр꙯ьвашꙋ:ивьсѣмьграꙉамь· дꙋбровьчамь·правыприѣтельбыти вамь:ѡⷣьселѣ:идовѣка·иправь·гои др꙯ьжатисьвамы:иправꙋвѣрꙋ:докол ѣсьмьживь:вьсидꙋбровьчанекир еходе:помоемꙋвладанию:тр꙯ьгꙋю ке:гьдѣсикьтохокекрѣвати:год꙯ѣс иктомине:правовьвѣровь:иправ имьср꙯ьцемь:др꙯ьжатие·беꙁьвьса коеꙁьледи:раꙁвѣщомикьтода своиовь:воловьпоклонь:идаим ьнебꙋде:ѡⷣьмоихьчестьниковь силе:идоколѣ:ꙋменебꙋдꙋ:дати имьсьвѣть:ипомокь:какореис ебѣ:коликоремоге:беꙁьвьсегаꙁь логапримьсьла:такомиб꙯ьпо магаи:исиест꙯оⷷваньꙉелие:ѣрадⷪ е:диѣкьбань:писахьсиюкнигꙋ повеловь:бановь:ѡⷣьрожⷷствахв꙯ тисꙋка:исьто:иѡсьмьдесеть:ид еветьлѣть:мѣсецаавьгꙋста: ꙋдьвадесети:идеветидн꙯ь·ꙋсѣче ниеглавеиѡванакр꙯ститла: | U ime oca i s(i)na i s(ve)toga d(u)xa. Ě banь bosьnьski Kulinь prisezaju tebě kneže Krьvašu i vьsěmь građamь Dubrovьčamь pravy priětelь byti vamь odь selě i dověka i pravь goi drьžati sь vamy i pravu věru dokolě sьmь živь. Vьsi Dubrovьčane kire xode po moemu vladaniju trьgujuke gьdě si kьto xoke krěvati godě si kto mine pravovь věrovь i pravimь srь(dь)cemь drьžati e bezь vьsakoe zьledi razvě što mi kьto da svoiovь volovь poklonь; i da imь ne bude odь moixь čestьnikovь sile i dokolě u mene budu dati imь sьvětь i pomokь kakore i sebě kolikore moge bezь vьsega zьloga primysьla. Tako mi B(ože) pomagai i sie s(ve)to evanьđelie. Ě Radoe diěkь banь pisaxь siju knigu povelovь banovь odь rožestva X(risto)v(a) tisuka i sьto osьmьdesetь i devetь lětь měseca avьgusta u dьvadeseti i deveti d(ь)nь usěčenie glave Iovana Kr(ь)stit(e)la. | Nel nome del Padre e del Figlio e dello Spirito Santo. Io, bano di Bosnia Kulin, prometto a te, conte Gervasio, e a tutti i cittadini di Ragusa di essere un vero amico da oggi e per sempre, e di mantenere la pace con voi e una vera amicizia finché vivrò. (Prometto) che tutti i ragusei potranno transitare, commerciare e spostarsi dove vogliano, con vera fiducia e vera onestà, nelle terre su cui comando senza dover pagare alcun tributo a meno che non sia un dono fattomi di loro spontanea volontà. Non riceveranno imposizioni dai miei ufficiali e finché resteranno nelle mie terre li aiuterò per quanto possibile come aiuterei me stesso, senza cattive intenzioni. Lo giuro davanti a Dio e a questo santo Vangelo. Io Radoje, scrivano del bano, ho scritto il testo di questa Carta del Bano nell'anno mille e cento e ottantanove dalla nascita di Cristo, nel giorno ventinove del mese di agosto, (giorno della) decapitazione di Giovanni il Battista. |

## Analisi linguistica
La Carta fu il primo documento diplomatico scritto in una forma di dialetto stocavo e in quanto tale è di particolare interesse per i linguisti. Esclusa infatti l'invocazione trinitaria, che utilizza una formula standardizzata tipica dei documenti dell'epoca, la lingua utilizzata nel testo è del tutto priva di influenze dell'antico slavo ecclesiastico e costituisce quindi un'importante testimonianza dell'effettivo stato della lingua parlata nell'area bosniaco-ragusea sul finire del XII secolo. Si possono in particolare evincere i seguenti cambiamenti rispetto al protoslavo:
- denasalizzazione delle vocali nasali /ę/ e /ǫ/, che danno come esito rispettivamente /e/ e /u/.
- perdita degli jer deboli; sebbene questo fenomeno si fosse già completato all'inizio dell'XI secolo, questi fonemi continuarono a essere rappresentati nella tradizione scribale slava ecclesiastica.
- perdita di jery /ɨ/ in inizio di parola e sua trasformazione in /u/ dopo /k, g, x/; è inoltre utilizzato sporadicamente, venendo spesso rimpiazzato con /i/, segno della progressiva fusione dei due fonemi, un cambiamento attestato anche nella Tavola di Humac.
- trasformazione del gruppo vь- in /u/.

## Storia documentale
Il primo a portare la Carta all'attenzione del pubblico fu il serbo Jeremija Gagić (1783-1859), console dell'Impero russo a Ragusa che affermò di aver salvato il documento nel 1817. Successivamente si seppe che il documento rimase nell'Archivio di Ragusa almeno fino al 1832, quando fu copiato da Đorđe Nikolajević e pubblicato nel Monumenta Serbica. Nikolajević rubò i manoscritti della Carta insieme ad altri documenti, come la Carta del bano Matej Ninoslav del 1249, la Carta del 1254 del re serbo Stefan Uroš I e le lettere del re Tvrtko I del 1385. Jeremija Gagić riuscì a procurarsi il manoscritto rubato da Nikolajević e lo cedette all'Accademia delle scienze di San Pietroburgo, dove è tuttora conservato.

## Analisi documentale

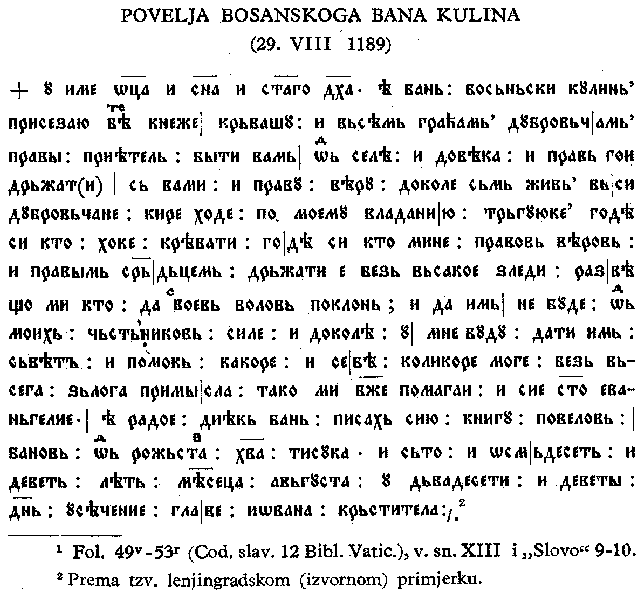
Trascrizione in cirillico del manoscritto originale (copia A)

La copia di San Pietroburgo è nota come l'originale (o copia A), mentre le copie conservate nell'Archivio di Ragusa sono note come "copia più giovane" (o copia B) e "copia più vecchia" (o copia C). Inizialmente si pensò che la copia di San Pietroburgo, la prima a essere pubblicata e studiata, fosse l'originale e che altre fossero copie molto più recenti (ad esempio Milan Rešetar datò le copie B e C alla seconda metà del XIII secolo), ma ciò fu messo in discussione da analisi successive. Secondo uno studio di Josip Vrana, la prova che la copia A rappresenti l'originale rimane nella migliore delle ipotesi inconcludente, e secondo un'analisi comparativa quella copia rappresenta solo una bozza concettuale della carta secondo la quale è stato scritto il testo originale. Le copie B e C sono copie indipendenti dell'originale reale, che era diverso dalla copia A.
L'analisi paleografica indica che tutte e tre le copie della carta furono scritte all'incirca nello stesso periodo, all'inizio del XII secolo, e che i loro scribi provenivano dallo stesso ambiente, rappresentando la stessa tradizione scribale. La loro grafia da un lato si riferisce ai monumenti cirillici contemporanei, dall'altro riflette l'influenza della cultura latina occidentale. Tali opportunità culturali e letterarie esistevano nell'area di Travunia-Zeta che all'epoca comprendeva la regione di Ragusa. L'esemplare A probabilmente, e sicuramente gli esemplari B e C, provengono da uno scriba che visse e fu educato a Ragusa e dintorni.
L'analisi linguistica non evidenzia però alcuna caratteristica specifica della parlata ragusea, ma mostra che la lingua della carta presenta tratti comuni con i documenti ragusei della prima metà del XIII secolo. Dato che i delegati ragusei parteciparono alla stesura della loro copia, tutto fa pensare che uno scriba della zona di Ragusa avesse partecipato alla formulazione del testo della copia A. Tuttavia, che il testo finale è stato scritto presso la corte di Kulin il Bano è dimostrato dal modo in cui è stata scritta la data, ovvero utilizzando odь rožьstva xristova, e non il tipico lěto uplьšteniě raguseo della prima metà del XIII secolo.